# 1301
Il 1301 (MCCCI in numeri romani) è un anno  del XIV secolo.

## Eventi
- Fine del regno dell'imperatore Go-Fushimi, imperatore del Giappone.
- L'imperatore Go-Nijō ascende al trono del Giappone.
- 14 gennaio - Muore Andrea III d'Ungheria, ponendo fine alla dinastia Arpad in Ungheria.
- 7 febbraio - Edoardo di Carnarvon (in seguito Re Edoardo II d'Inghilterra) diventa il primo Principe del Galles.
- Andrea Gherardini, il "cacciaguelfi", esilia i guelfi neri da Pistoia.
- Inizia la guerra dei 5 anni che vede contrapporsi alla Pistoia dei guelfi bianchi della famiglia Cancellieri i guelfi neri di Firenze, Lucca, Siena, Prato, S. Gimignano e Colle di Val d'Elsa.
- Dante Alighieri viene condannato all'esilio da Firenze. Negli anni successivi scrive la Divina Commedia.
- 25 ottobre - XXI passaggio noto della cometa di Halley al perielio. (Evento astronomico 1P/1301 R1); molto plausibilmente il pittore toscano Giotto osserva questa cometa, che corrisponde alla raffigurazione della Stella di Betlemme nell'affresco della natività nella cappella Arena completato nel 1305.
- Forte terremoto a Cuneo.

## Nati
- 23 luglio - Ottone IV d'Asburgo, duca († 1339)
- 5 agosto - Edmondo Plantageneto, I conte di Kent, principe inglese († 1330)
- 24 settembre - Ralph Stafford, I conte di Stafford, nobile e militare inglese († 1372)
- 7 ottobre - Alessandro I di Tver', principe († 1339)
- 18 novembre - Caterina II di Valois, sovrana († 1346)
- 30 novembre - Andrea Corsini, religioso italiano († 1374)
- Simone Boccanegra, doge († 1363)
- Pierre Flandrin, cardinale francese († 1381)
- Ingeborg di Norvegia, nobile norvegese († 1361)
- William Montacute, I conte di Salisbury, nobile britannico († 1344)
- Ni Zan, pittore e monaco taoista cinese († 1374)
- Nitta Yoshisada, militare giapponese († 1338)
- Giovanna Soderini, religiosa italiana († 1367)
- Stefano Fiorentino, pittore italiano († 1350)
- Hélie de Talleyrand-Périgord, vescovo cattolico e cardinale francese († 1364)
- Ibn Kathir, storico e giurista arabo († 1373)

## Morti
- 14 gennaio - Andrea III d'Ungheria, sovrano
- 19 febbraio - Pietro Gerra, patriarca cattolico italiano
- 9 marzo - Richard FitzAlan, VIII conte di Arundel, nobile inglese (n. 1266)
- 21 marzo - Guillaume di Champvent, vescovo cattolico svizzero
- 22 agosto - Giacomo Bianconi, presbitero italiano (n. 1220)
- 3 settembre - Alberto I della Scala, condottiero italiano
- 8 ottobre - Marzio da Pieve di Compresseto, francescano italiano (n. 1210)
- 10 ottobre - Isabella di Maiorca, principessa spagnola (n. 1280)
- 24 ottobre - Filippo Minutolo, arcivescovo cattolico italiano
- 9 novembre - Bolko I di Świdnica, duca
- Roland Borșa, rumeno
- Kaidu, condottiero mongolo (n. 1230)
- Francesco Monaldeschi, vescovo cattolico italiano
- Amalrico di Montfort, nobile inglese
- Marino Morosini, nobiluomo italiano
- Nusrat Khan Jalesari, generale
- Teodorico di Altena, nobile tedesco
- Violante d'Aragona, regina (n. 1236)
- Blasco I Alagona, nobile e militare spagnolo

## Calendario
| Calendario 1301 | Calendario 1301 | Calendario 1301 | Calendario 1301 | Calendario 1301 | Calendario 1301 | Calendario 1301 | Calendario 1301 | Calendario 1301 | Calendario 1301 | Calendario 1301 | Calendario 1301 | Calendario 1301 | Calendario 1301 | Calendario 1301 | Calendario 1301 | Calendario 1301 | Calendario 1301 | Calendario 1301 | Calendario 1301 | Calendario 1301 | Calendario 1301 | Calendario 1301 | Calendario 1301 | Calendario 1301 | Calendario 1301 | Calendario 1301 | Calendario 1301 | Calendario 1301 | Calendario 1301 | Calendario 1301 | Calendario 1301 | Calendario 1301 |
| --------------- | --------------- | --------------- | --------------- | --------------- | --------------- | --------------- | --------------- | --------------- | --------------- | --------------- | --------------- | --------------- | --------------- | --------------- | --------------- | --------------- | --------------- | --------------- | --------------- | --------------- | --------------- | --------------- | --------------- | --------------- | --------------- | --------------- | --------------- | --------------- | --------------- | --------------- | --------------- | --------------- |
|                 | 1               | 2               | 3               | 4               | 5               | 6               | 7               | 8               | 9               | 10              | 11              | 12              | 13              | 14              | 15              | 16              | 17              | 18              | 19              | 20              | 21              | 22              | 23              | 24              | 25              | 26              | 27              | 28              | 29              | 30              | 31              |                 |
| Gennaio         | Do              | Lu              | Ma              | Me              | Gi              | Ve              | Sa              | Do              | Lu              | Ma              | Me              | Gi              | Ve              | Sa              | Do              | Lu              | Ma              | Me              | Gi              | Ve              | Sa              | Do              | Lu              | Ma              | Me              | Gi              | Ve              | Sa              | Do              | Lu              | Ma              |                 |
| Febbraio        | Me              | Gi              | Ve              | Sa              | Do              | Lu              | Ma              | Me              | Gi              | Ve              | Sa              | Do              | Lu              | Ma              | Me              | Gi              | Ve              | Sa              | Do              | Lu              | Ma              | Me              | Gi              | Ve              | Sa              | Do              | Lu              | Ma              |                 |                 |                 |                 |
| Marzo           | Me              | Gi              | Ve              | Sa              | Do              | Lu              | Ma              | Me              | Gi              | Ve              | Sa              | Do              | Lu              | Ma              | Me              | Gi              | Ve              | Sa              | Do              | Lu              | Ma              | Me              | Gi              | Ve              | Sa              | Do              | Lu              | Ma              | Me              | Gi              | Ve              |                 |
| Aprile          | Sa              | Do              | Lu              | Ma              | Me              | Gi              | Ve              | Sa              | Do              | Lu              | Ma              | Me              | Gi              | Ve              | Sa              | Do              | Lu              | Ma              | Me              | Gi              | Ve              | Sa              | Do              | Lu              | Ma              | Me              | Gi              | Ve              | Sa              | Do              |                 |                 |
| Maggio          | Lu              | Ma              | Me              | Gi              | Ve              | Sa              | Do              | Lu              | Ma              | Me              | Gi              | Ve              | Sa              | Do              | Lu              | Ma              | Me              | Gi              | Ve              | Sa              | Do              | Lu              | Ma              | Me              | Gi              | Ve              | Sa              | Do              | Lu              | Ma              | Me              |                 |
| Giugno          | Gi              | Ve              | Sa              | Do              | Lu              | Ma              | Me              | Gi              | Ve              | Sa              | Do              | Lu              | Ma              | Me              | Gi              | Ve              | Sa              | Do              | Lu              | Ma              | Me              | Gi              | Ve              | Sa              | Do              | Lu              | Ma              | Me              | Gi              | Ve              |                 |                 |
| Luglio          | Sa              | Do              | Lu              | Ma              | Me              | Gi              | Ve              | Sa              | Do              | Lu              | Ma              | Me              | Gi              | Ve              | Sa              | Do              | Lu              | Ma              | Me              | Gi              | Ve              | Sa              | Do              | Lu              | Ma              | Me              | Gi              | Ve              | Sa              | Do              | Lu              |                 |
| Agosto          | Ma              | Me              | Gi              | Ve              | Sa              | Do              | Lu              | Ma              | Me              | Gi              | Ve              | Sa              | Do              | Lu              | Ma              | Me              | Gi              | Ve              | Sa              | Do              | Lu              | Ma              | Me              | Gi              | Ve              | Sa              | Do              | Lu              | Ma              | Me              | Gi              |                 |
| Settembre       | Ve              | Sa              | Do              | Lu              | Ma              | Me              | Gi              | Ve              | Sa              | Do              | Lu              | Ma              | Me              | Gi              | Ve              | Sa              | Do              | Lu              | Ma              | Me              | Gi              | Ve              | Sa              | Do              | Lu              | Ma              | Me              | Gi              | Ve              | Sa              |                 |                 |
| Ottobre         | Do              | Lu              | Ma              | Me              | Gi              | Ve              | Sa              | Do              | Lu              | Ma              | Me              | Gi              | Ve              | Sa              | Do              | Lu              | Ma              | Me              | Gi              | Ve              | Sa              | Do              | Lu              | Ma              | Me              | Gi              | Ve              | Sa              | Do              | Lu              | Ma              |                 |
| Novembre        | Me              | Gi              | Ve              | Sa              | Do              | Lu              | Ma              | Me              | Gi              | Ve              | Sa              | Do              | Lu              | Ma              | Me              | Gi              | Ve              | Sa              | Do              | Lu              | Ma              | Me              | Gi              | Ve              | Sa              | Do              | Lu              | Ma              | Me              | Gi              |                 |                 |
| Dicembre        | Ve              | Sa              | Do              | Lu              | Ma              | Me              | Gi              | Ve              | Sa              | Do              | Lu              | Ma              | Me              | Gi              | Ve              | Sa              | Do              | Lu              | Ma              | Me              | Gi              | Ve              | Sa              | Do              | Lu              | Ma              | Me              | Gi              | Ve              | Sa              | Do              |                 |